# Горан Ћакић
Горан Ћакић (рођен 21. маја 1980. у Београду) је бивши српски кошаркаш. Играо је на позицији крилног центра. Тренутно ради као тим менаџер у Мега Визури.

## Клупска каријера
Ћакић је играо у млађим категоријама Црвене звезде и био је члан сјајне генерације која је освојила јуниорско првенство Југославије. Ту је играо заједно са играчима као што су Милош Вујанић и Владимир Радмановић. Ипак сениорску каријеру је почео у екипи Беобанке за коју је наступао две сезоне, да би након тога играо за београдски Раднички. У јануару 2002. долази у подгоричку Будућност где остаје до краја сезоне. За сезону 2002/03. се вратио у Црвену звезду и дебитовао у сениорском тиму црвено-белих. Наредну сезону је почео у дресу Партизана али их напушта у марту 2004. и потписује за француски СЛУК Нанси где је успео да се задржи свега месец дана.
Након тога следе две сезоне у Грчкој где је наступао за Аполон из Патре. Од 2006. до 2009. је играо у украјинској лиги за Химик и током 2009. за Азовмаш. Сезону 2009/10. је провео у турском Банвиту. Наредну сезону је почео у екипи Мега Визуре али их напушта након свега неколико утакмица и потписује једномесечни уговор са екипом Скаволинија. Након истека уговора вратио се у Турску и потписао за екипу Трабзонспора где остаје до краја сезоне. Сезону 2011/12. је провео у казахстанској Астани, а своју последњу сезону је одиграо у дресу Мега Визуре. У децембру 2013. је завршио играчку каријеру и постао тим менаџер Мега Визуре.

## Завршетак каријере
Након завршетка своје играчке каријере, Ћакић је обавлјао функцију тим мменаџера у Mega Vizura tokom sezone 2013/2014. 